# Vestito bianco e nero di Grace Kelly
Il vestito bianco e nero indossato da Grace Kelly nel film La finestra sul cortile, diretto da Alfred Hitchcock nel 1954, a cui alcuni fanno riferimento con il nome Paris Dress, è considerato uno dei costumi più celebri nella storia del cinema, oltre che un'icona della moda.

## Storia
Edith Head è la costumista della Paramount Pictures, vincitrice di otto premi Oscar, che si occupò numerose volte di realizzare gli abiti per Grace Kelly. Nel film, il personaggio di Lisa Freemont (interpretato da Grace Kelly), indossa cinque differenti costumi, tutti disegnati dalla Head. Il più celebre fra loro è sicuramente l'abito bianco e nero che Lisa indossa al suo ritorno da Parigi.
L'abito realizzato dalla Head per Grace Kelly diventerà uno dei look più ricordati dell'attrice, oltre che uno dei più imitati, come nel caso dell'attrice January Jones nell'episodio Concorrenza sleale della serie televisiva Mad Men del 2007.

## Omaggi
Nel 2007, in occasione del venticinquesimo anniversario della morte dell'attrice, Saks Fifth Avenue ha organizzato un'iniziativa legata alla Kelly: sei stilisti hanno realizzato sei abiti, ispirandosi ai più celebri look di Grace Kelly sfoggiati in occasioni ufficiali o in film. Tali abiti sono stati venduti all'asta con un prezzo di partenza di 2000 dollari, e l'incasso è stato devoluto in beneficenza per la fondazione Princess Grace. Al vestito bianco e nero di La finestra sul cortile, si è ispirata la stilista Carolina Herrera per realizzare uno spezzato degli stessi colori dell'ensemble creato da Edith Head.
Nel 2010 invece sono stati messi in vendita all'asta da Christie's tre degli sketch realizzati da Edith Head per la progettazione degli abiti indossati da Grace Kelly in La finestra sul cortile, fra cui quello in cui viene mostrato lo studio dell'abito bianco e nero. Il prezzo di partenza dell'asta era stimato fra i 6000 e gli 8000 dollari.

## Design
Il vestito disegnato da Edith Head è dotato di un corpetto di colore nero con profondo scollo a "V" sia sul décolleté che sulla schiena e con maniche corte. La gonna, ispirata allo stile delle ballerine, è drappeggiata e bianca, lunga sino a metà polpaccio, ed è realizzata in strati di chiffon e tulle, e decorata sulla parte superiore da alcuni disegni di rami di albero. La gonna ha una sottile cintura nera in vernice sulla vita.
Completano la mise della Kelly un paio di scarpe nere con tacco alto e con le cinghie asimmetriche, una stola in chiffon bianco per coprire le spalle, due guanti bianchi di seta lunghi sino al gomito e infine una singola fila di perle al collo.
Secondo alcune fonti l'abito anticipa lo stile della Ligne Corolle che sarà lanciata da Christian Dior l'anno seguente.